# Holly Lynch
Pour les articles homonymes, voir Lynch.
Holly Lynch (née le 8 octobre 1986), également connue sous le nom de Holly Walker-Lynch, est une femme politique travailliste britannique. Elle est députée pour Halifax de 2015 à 2024.

## Jeunesse
Lynch est né à Halifax et grandit à Northowram. Elle fréquente le lycée Brighouse et étudie la politique et l'histoire à l'Université de Lancaster. Elle travaille dans un fast-food dans le centre-ville d'Halifax avant de rejoindre une petite entreprise locale exportatrice de produits d'Halifax dans le monde entier.

## Carrière politique
Elle n'est choisie comme candidate du parti qu'à la fin de mars 2015, à la suite de la décision de la députée Linda Riordan en février de se retirer pour des raisons de santé.
Riordan conserve Halifax pour le Labour en 2010 avec une majorité de seulement 1 472 voix ; le siège est considéré comme une cible clé pour le Parti conservateur. Lynch remporte le scrutin avec une majorité de seulement 428 voix par rapport au candidat conservateur.
Lynch prononce son premier discours à la Chambre des communes le 9 juin 2015. Elle déclare que ses priorités sont les droits de l'homme, les relations du Royaume-Uni avec l'Europe et la protection des services au Calderdale Royal Hospital.
Lynch est membre du comité d'audit environnemental de juillet à octobre 2015 et est nommée au comité de procédure en février 2016. Elle est nommée whip de l'opposition aux Communes le 18 septembre 2015.
À la suite du remaniement ministériel fantôme d'octobre et du limogeage de Rosie Winterton du poste de whip en chef, elle démissionne de son poste. Le 3 juillet 2017, Jeremy Corbyn dirigeant du Parti travailliste, renouvelle son mandat au poste de ministre des Inondations et des communautés côtières au sein de l'équipe Environnement, Alimentation et Affaires rurales.

## Vie privée
Elle épouse Chris Walker en décembre 2014.
Elle est une ancienne joueuse de Rugby à XV de l'Université de Lancaster et des Halifax Vandals.